# Tapu
Tapu, tabu ou kapu é um conceito tradicional polinésio que denota que algo é santo ou sagrado, com "restrição espiritual" ou "proibição implícita"; que envolve regras e proibições. O palavra em português "tabu" deriva deste significado, trazido à Europa após a visita do capitão James Cook, em 1777, a Tonga.
O conceito existe em muitas sociedades, incluindo a de Fiji, Maori, Samoa, Rapanui, Taitiana, havaiana, e as culturas de Tonga, na maioria dos casos, utilizando uma palavra reconhecidamente semelhante.